# Mazza da baseball

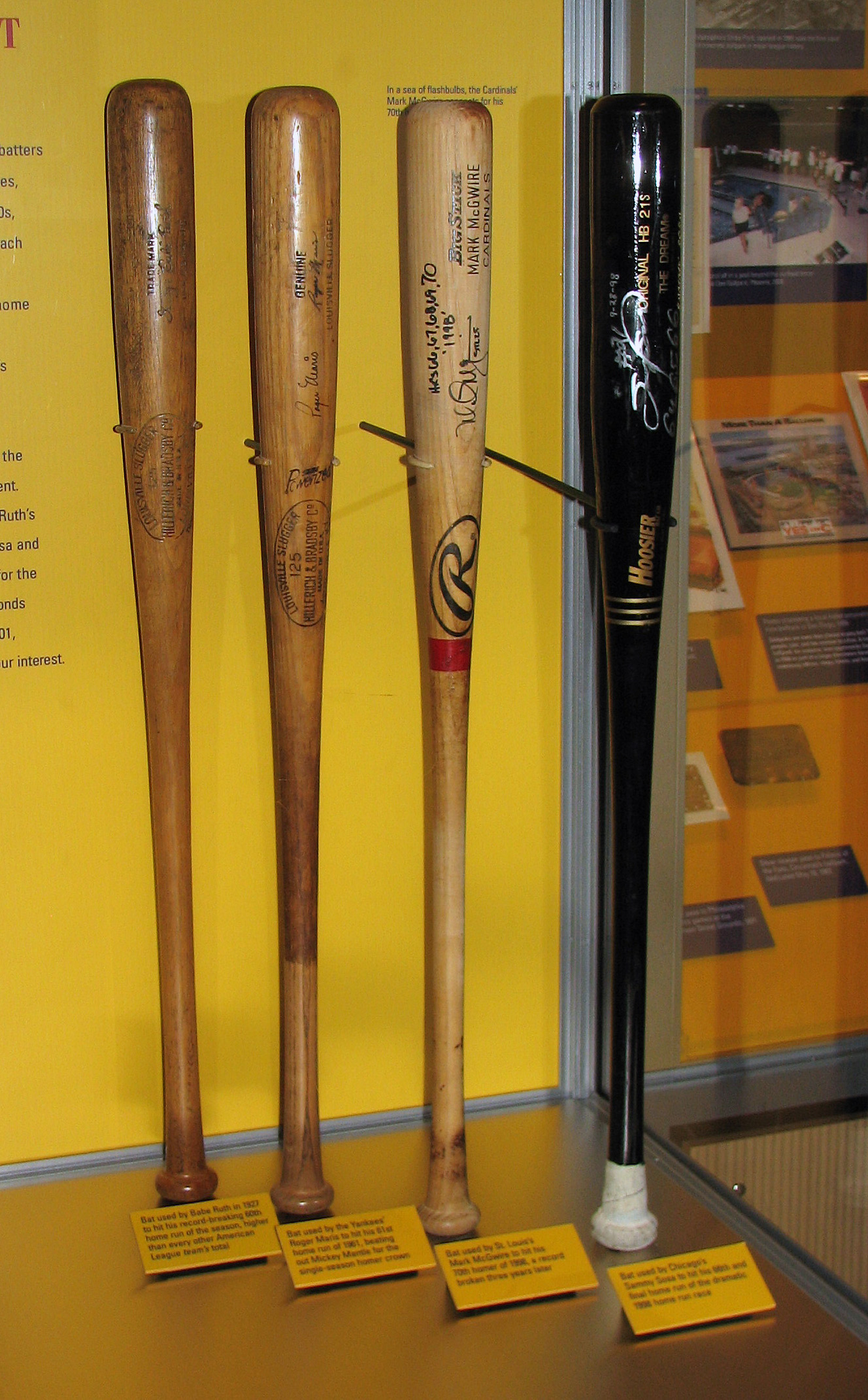
Mazze da baseball utilizzate da Babe Ruth, Roger Maris, Mark McGwire e Sammy Sosa

La mazza da baseball è un bastone di legno massiccio o di metallo cavo utilizzato nel gioco del baseball per colpire la palla. Il giocatore che la impugna, con ambo le mani, è chiamato battitore.
Ve ne sono di vari tipi, pesi e misure, ma non ha mai un diametro maggiore di 7 centimetri nella parte più larga e non misura più di 90 cm di lunghezza. Essa è costruita con cura, anche utilizzando diversi materiali perché abbia un buon bilanciamento e permetta battute potenti.

## I materiali impiegati
Vi sono tre tipi di mazze, divise in base ai materiali di cui sono composte:

### Alluminio
Le mazze in alluminio sono utilizzate nelle leghe giovanili, in Italia, della FIBS. Esse sono, a loro volta, suddivise in due tipi:

#### Le "slim"
Le slim sono utilizzate nella categoria "Ragazzi" (8-11 anni). Come dice il nome, esse sono slim, cioè sottili. Le lunghezze, misurate in pollici, variano da 25 a 30 (63,5-76,2 cm). Data la loro composizione, sono leggerissime e pertanto facilmente utilizzabili dai bambini. Non permettono però battute lunghe e potenti.

#### Le "strong"
Le strong sono invece utilizzate nelle categorie "Allievi" e "Cadetti" (11-13 anni e 13-15 anni). Strong significa forte, potente. Esse hanno infatti un diametro quasi doppio alle mazze slim e le lunghezze variano da 31 fino a 35 (78,4-90 cm). Essendo così massicce sono indicate per battitori di potenza e permettono, se utilizzate correttamente, di eseguire lunghe battute.

### Legno

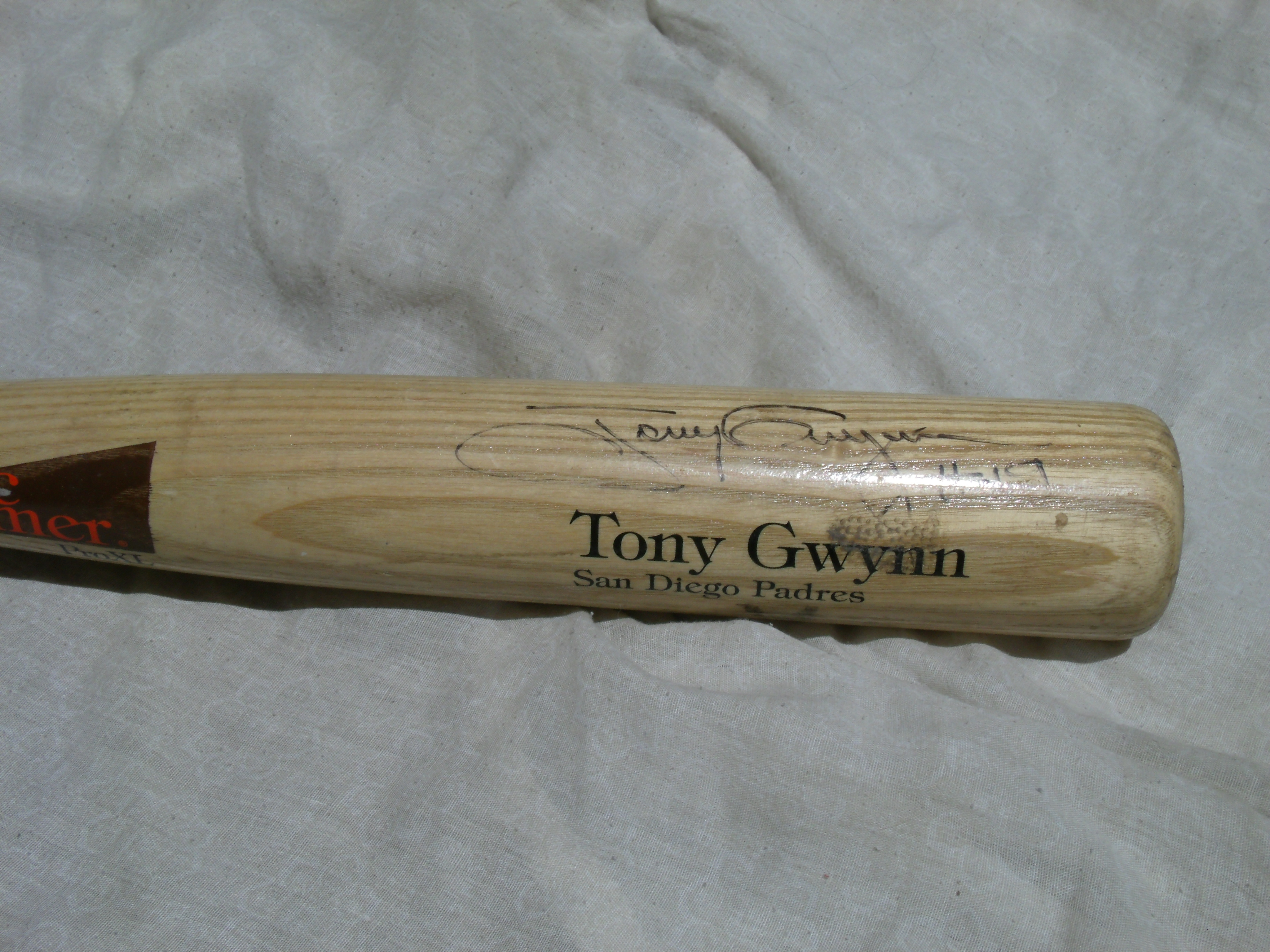
Mazza autografata da Tony Gwynn

Le mazze in legno sono utilizzate nella categoria "Under 21" e in tutti i campionati seniores. I legni utilizzati sono comunemente il frassino (ash), l'acero canadese (maple), la betulla (birch), o più raramente la quercia (oak) e il guayabi. Danno, come lunghezza delle battute, un rendimento molto inferiore all'alluminio. Le lunghezze variano da 31 a 35 pollici. Anche il peso è maggiore rispetto al metallo.
Il problema maggiore è la loro fragilità: infatti se, durante una battuta, si colpisce la pallina sul manico, e non sulla parte più larga, la mazza spesso si spezza.

### Mazze composite
Le mazze composite sono essenzialmente di due tipi: composite con solo parti in legno e composite con parti di legno e resine o fibre sintetiche.
Le composite in solo legno sono formate da più pezzi di legno (acero, frassino, bambù o misto) uniti fra loro con colle ed incastri fino a formare un unico pezzo, il manico è talvolta rinforzato con un nastro di fibra di vetro.
Le mazze del secondo tipo invece hanno solitamente la parte terminale che colpisce la palla (detta barrell) costituita da un cilindro di legno cavo e l'altra formata da un cilindro di materiale sintetico che si inserisce nella parte in legno e che funge da manico e da "anima" interna.
I vantaggi rispetto alle tradizionali mazze in legno sono principalmente la maggior resistenza in caso di palle colpite non correttamente (troppo in punta o con il manico) e una vita utile più lunga (più battute prima della rottura per fatica del materiale).